# Милош Зяпков
Милош Георгиев Зяпков е български анархист, поет, сатирик, белетрист и писател.

## Биография
Роден е в Ракитово. Баща му, анархист, е лежал в лагера Богданов дол, което слага отпечатък върху трудния път на поета. Учи в Педагогическото училище във Велинград. Записва задочно педагогика и литература в Софийския университет „Кл. Охридски“. От 1957 г. до края на живота си работи в ТВУ „Максим Горки“, Ракитово. Умира на 50 години при неизяснени обстоятелства в асансьорна шахта във Велинград; вероятно е убит от политическите си противници.
Творбите на Милош Зяпков излизат от печат едва след смъртта му. Единствен негов наследник е дъщеря му Албена Милошева Зяпкова, която наследява авторските права над произведенията му. През 1994 г. Деян Неделчев печели първа награда на „Златният Орфей“ с „Къде си ти“, музика Хайгашот Агасян.

## Поезия
Не ме сънувай

Не ме сънувай. Няма да те стопля.

Изстинали са моите ръце.

Не ме сънувай. Само скрити вопли

дарява нощем моето сърце.

Не ме сънувай. Любовта убита

възкръсва ли, това и сам не знам.

Не ме сънувай. С болката си скрита

не мога радост и насън да дам.

Не ме сънувай. Мене ако жалиш,

в съня спокойна тази нощ бъди.

Не ме сънувай и... ще те погаля.

А ти след туй се просто събуди..

„Не исках да съм просто жив“

1992.

## Памет
Община Ракитово провежда конкурс за Националната литературна награда „Милош Зяпков“. Съучредители на Наградата са Съюзът на българските писатели, Сдружението на българските писатели и Сдружението на писателите в град Пазарджик.